# Calle 125 (Manhattan)
La calle 125 (en inglés: 125th Street) es una calle de dos vías que va de este a oeste en Manhattan, Nueva York, desde la Primera Avenida al este hasta la calle Marginal, una calle auxiliar desde Henry Hudson Parkway a lo largo del río Hudson al oeste. Con frecuencia se la llama la "Calle Principal" de Harlem.

## Barrios

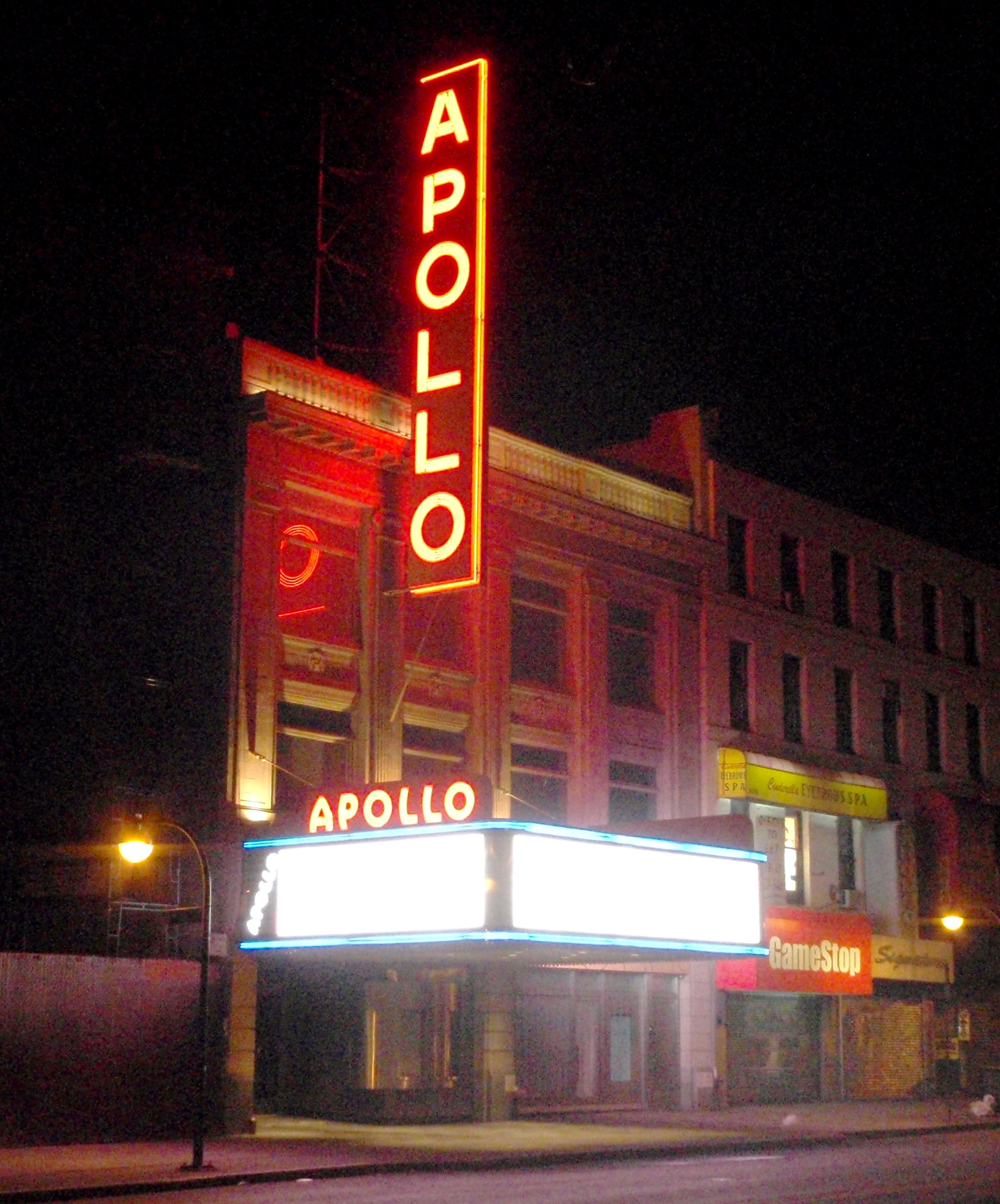
Teatro Apollo

El extremo occidental de la calle pasa de forma diagonal por los barrios de Manhattanville desde el norte al oeste desde una intercambiadora con Henry Hudson Parkway en la Calle 130. Al este de la Avenida Morningside opera al este y oeste sobre central Harlem hacia una intercambiadora con F.D.R. Drive por el East River, donde se convierte en una arteria de Manhattan del Triborough Bridge. Varias secciones de la calle han sido gentrificadas y desarrolladas con tiendas como Old Navy, H&M, CVS/pharmacy y Magic Johnson Theaters. El histórico Teatro Apollo también se encuentra aquí. 
La Calle 125 es una calle de dos carriles que corre desde el este al oeste en la ciudad de Nueva York borough de Manhattan, considerada la "Calle principal" de Harlem; también es llamada como el bulevar Martin Luther King, Jr..

## Falla de la Calle 125
La Falla de la Calle 125 es una fisura en la corteza terrestre bajo Manhattan en el Harlem. La falla crea un valle lo suficientemente profundo para hacer que el Metro de Nueva York tenga que salir de la tierra a la superficie.

## Transporte público
Las siguientes estaciones del metro están localizadas en la calle 125:
- Calle 125 del servicio  (línea de la Séptima Avenida-Broadway) en Broadway
- Calle 125 del servicio A B C D (línea de la Octava Avenida) en Avenida St. Nicholas
- Calle 125 del servicio   (línea de la Avenida Lenox) en Avenida Lenox
- Calle 125 del servicio 4 5 6 <6> en Avenida Lexington

La estación del Harlem-Calle 125 del Ferrocarril Metro-North está también en la calle 125, donde se interseca con la Avenida Park.

## Residentes famosos
- Al 2008, el expresidente Bill Clinton tenía una oficina en la calle 125.[1]

## Galería

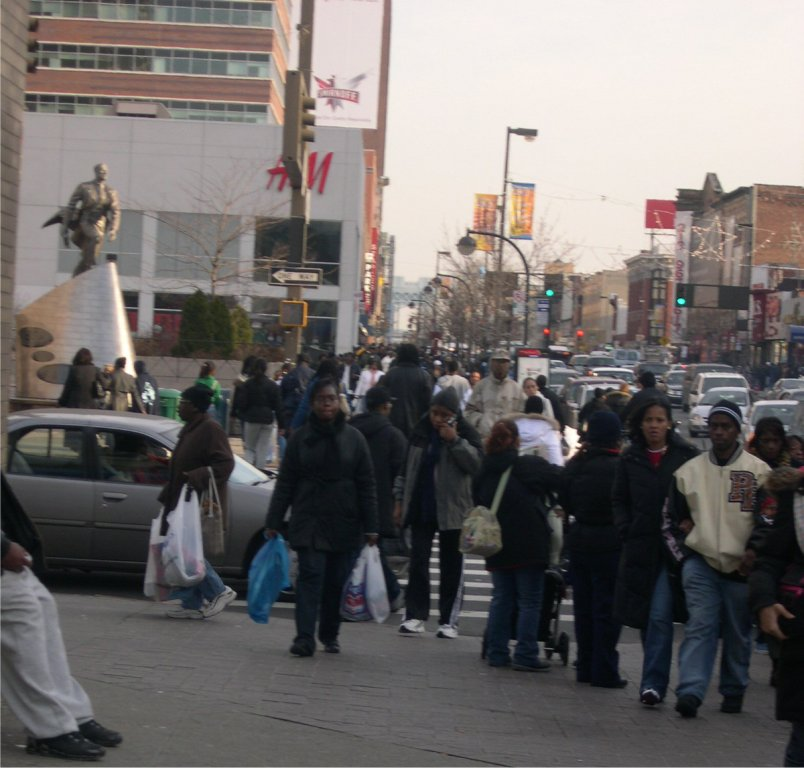
Compras de Navidad en la calle 125
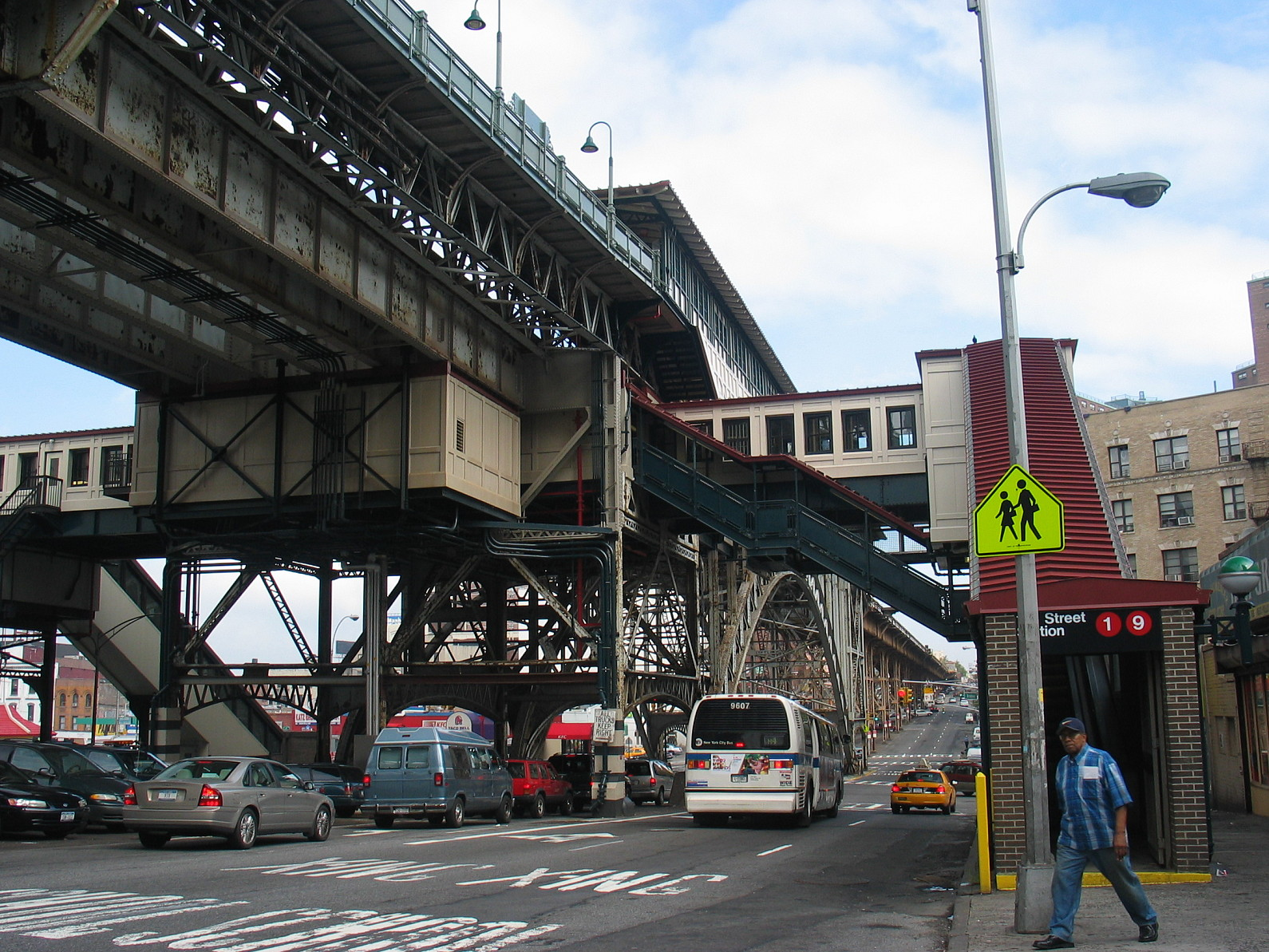
Valle hecho por la fisura con el metro elevado
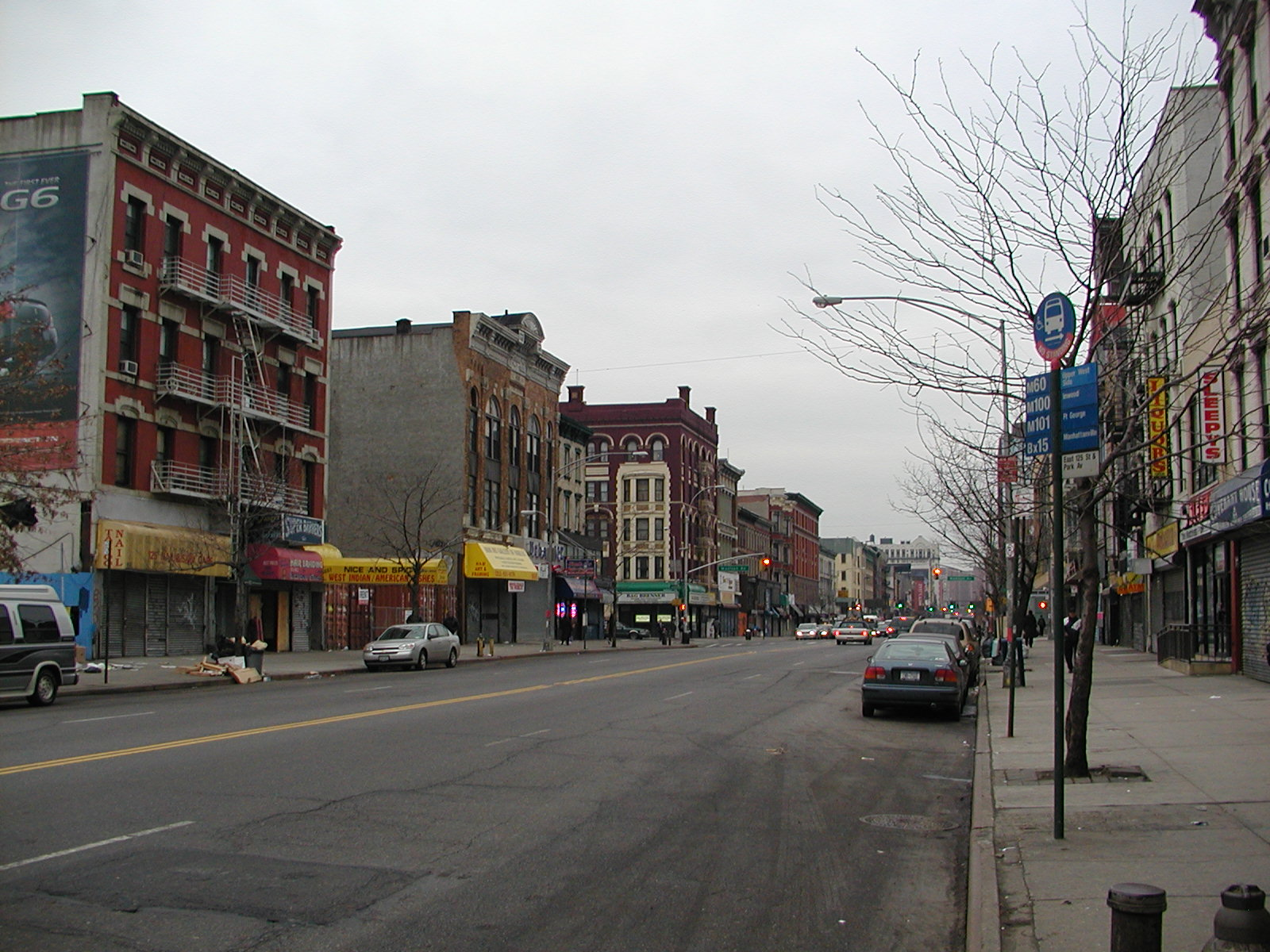
La calle 125 entre la Avenida Park y la Avenida Madison